# Alexander-Buschhörnchen
Das Alexander-Hörnchen oder Alexander-Buschhörnchen (Paraxerus alexandri) ist eine Hörnchenart aus der Gattung der Afrikanischen Buschhörnchen (Paraxerus). Es kommt in Zentralafrika im Nordosten der Demokratischen Republik Kongo und im Westen von Uganda vor. Die kleinen Hörnchen leben vor allem auf Baumstämmen und großen Ästen im tropischen Regenwald und ernähren sich überwiegend von Insekten und Pflanzenteilen.

## Merkmale
Das Alexander-Hörnchen ist ein kleines Hörnchen und erreicht eine durchschnittliche Kopf-Rumpf-Länge von etwa 9,1 bis 11,4 Zentimetern, der Schwanz ist etwa 9,3 bis 12,6 Zentimeter lang und das Gewicht liegt bei etwa 40 bis 72 Gramm. Die Hinterfußlänge beträgt etwa 23 bis 28 Millimeter, die Ohrlänge 12 bis 14 Millimeter. Die Tiere haben ein gräulich oliv-braunes bis gelbliches Rückenfell, auf dem sich zwei schwarze Steifen befinden, getrennt durch einen breiten mittleren lohgelben und flankiert durch schmale creme-weiße Seitenstreifen; insgesamt befinden sich entsprechend fünf Streifen auf dem Rücken. Die Haare des Rückenfells sind an der Basis dunkelgrau, gefolgt von einem gelben Band und einer schwarzen Spitze. Zwischen diesen befinden sich einige weiße Haare. Das Bauchfell entspricht dem Rückenfell, ist jedoch etwas blasser. und besitzt häufig unregelmäßige gelbe Flecken und Striche. Die Haare sind hier dunkelgrau an der Basis mit einer gelblichen Spitze. Der Kopf besitzt ebenfalls die gleiche Farbe wie das Rückenfell, die Umrandung der Ohren ist auffällig weiß. Die Tiere haben lange Vibrissen und einen weißen Augenring, der bei vielen Tieren allerdings unauffällig ist. Die Beine sind im Vergleich zu anderen Hörnchen gleicher Größe relativ lang und grünlich-braun. Die Vorderfüße sind mit vier langen Zehen ausgestattet, die jeweils in eine lange und scharfe Kralle auslaufen. Die Hinterfüße besitzen fünf Zehen, von denen eine reduziert ist und die anderen ebenfalls mit einer langen Kralle ausgestattet sind. Der Schwanz ist lang und entspricht etwa der Kopf-Rumpf-Länge. Er ist dicht mit Haaren bedeckt, die sich durch eine braune bis ockerfarbene und helle Bänderung auszeichnen. Bei den Tieren wurde eine saisonale Farbveränderung festgestellt. Tiere, die zwischen November und Februar gefangen wurden, waren in der Regel heller gefärbt als die, die zwischen März und Oktober gefangen wurden. Die Weibchen haben drei Paar Zitzen.
| 1 | · | 0 | · | 2 | · | 3 | = 22 |
| 1 | · | 0 | · | 1 | · | 3 | = 22 |

Der Schädel hat eine Gesamtlänge von 29 bis 33 Millimetern. Wie alle Arten der Gattung besitzt die Art im Oberkiefer pro Hälfte einen zu einem Nagezahn ausgebildeten Schneidezahn (Incisivus), dem eine Zahnlücke (Diastema) folgt. Hierauf folgen zwei Prämolare und drei Molare. Die Zähne im Unterkiefer entsprechen denen im Oberkiefer, allerdings nur mit einem Prämolaren. Insgesamt verfügen die Tiere damit über ein Gebiss aus 22 Zähnen.
Das Alexander-Hörnchen ähnelt dem Böhm-Buschhörnchen (Paraxerus boehmi), ist jedoch etwas kleiner und unterscheidet sich in Details in der Färbung. Das Boehm-Hörnchen besitzt insgesamt vier statt nur zwei dunkle Streifen auf dem Rücken und die weiße Umrandung der Ohren fehlt. Auch eine Verwechslung mit dem Gebänderten Rotschenkelhörnchen (Funisciurus lemniscatus) mit einem ähnlichen Verbreitungsgebiet ist möglich, dieses ist jedoch ebenfalls etwas größer und generell dunkler gefärbt und es besitzt ebenfalls vier dunkle Rückenstreifen.

## Verbreitung
Das Alexander-Hörnchen kommt in Zentralafrika im Nordosten der Demokratischen Republik Kongo und im Westen von Uganda vor. Das Verbreitungsgebiet reicht vom Lualaba im Westen bis zum Kagera-Nil im Osten sowie vom Mbomou im Norden zum Lukuga im Süden.

## Lebensweise
Das Alexander-Hörnchen lebt in tropischen Regenwaldgebieten im Flachland in Höhen unterhalb von 1500 Metern in hoch gewachsenen Primärwaldregionen sowie in brachliegenden Plantagen. Das Vorkommen ist häufig verbunden mit dem Vorkommen von Cynometra alexandri aus der Gruppe der Johannisbrotgewächse, die als Klimaxart teilweise großflächige Bestände bildet.
Die Tiere sind tagaktiv und wie andere Buschhörnchen baumlebend. Sie leben in der Regel einzeln oder in Paaren. Durch die geringe Größe und die langen, bekrallten Zehen sind die Tiere in der Lage, an den Baumstämmen und großen Ästen zu klettern. Sie bevorzugen dabei Bäume mit glatter Rinde gegenüber grob-borkigen Stämmen und können regelmäßig an den Stämmen großer Cynometra-, Mahagoni- oder Khaya-Bäume beobachtet werden. Sie halten sich in allen Höhenlagen auf, sind jedoch häufiger im Bereich der Stämme und großen Äste und weniger im Blätterbereich zu beobachten als andere Hörnchenarten. Sie leben teilweise in hohlen Ästen und Baumhöhlen, es ist jedoch nicht bekannt, ob sie Nester bauen. Man geht davon aus, dass sie weniger geruchsempfindlich sind als andere Arten, und sich entsprechend weniger an Duftspuren orientieren. Die Tiere sind in der Regel leise, manchmal ist jedoch ein vogelähnliches Gezwitscher zu hören. Wahrscheinlich spielen die Ohrstellungen durch die auffällige weiße Umrandung eine wichtige Rolle bei der optischen Kommunikation.
Die Tiere sind omnivor, ihre Nahrung besteht vor allem aus Insekten (etwa 50 %), Pflanzenteilen und seltener aus Harz, Flechten könnten ebenfalls einen gewissen Anteil ausmachen. Sie finden ihre Nahrung häufig auf den Ästen und in der Rinde, nur selten im Blätterdach der Bäume. Die Nahrungssuche findet allein statt, die Tiere laufen dabei in abgehackten Sequenzen über die Bäume und halten immer wieder kurz an, wenn sie etwas Fressbares gefunden haben. Im Vergleich zum sympatrisch vorkommenden Feuerfußhörnchen (Funisciurus pyrropus) ist der Anteil an Insekten in der Nahrung deutlich höher.
Über die Fortpflanzung der Tiere liegen nur begrenzte Daten vor. Trächtige Weibchen wurden in der Demokratischen Republik Kongo im März, April, Juni, Juli und September gefangen, in Uganda im September und November. Jungtiere wurden in Uganda im April, Oktober und November beobachtet. Die Würfe bestehen normalerweise aus einem, seltener aus zwei Jungtieren. Zu den wichtigsten Beutegreifern gehören Greifvögel, allerdings spielen wohl auch Nashornvögel eine wichtige Rolle vor allem für die Tiere, die sich in Baumhöhlen aufhalten. Hinzu kommen wahrscheinlich Schlangen als potenzielle Bedrohung.

## Systematik
Das Alexander-Hörnchen wird als eigenständige Art innerhalb der Gattung der Afrikanischen Buschhörnchen (Paraxerus) eingeordnet, die aus elf Arten besteht. Die wissenschaftliche Erstbeschreibung stammt von Oldfield Thomas und Robert Charles Wroughton aus dem Jahr 1907 anhand von zwei Individuen vom Fluss Iri bei Gudima in der Demokratischen Republik Kongo, der Holotyp stellt ein ausgewachsenes Männchen mit einer Gesamtlänge von 22,5 cm dar. Sie beschrieben die Art als Funisciurus alexandri und wiesen sie damit den Rotschenkelhörnchen zu. Benannt wurde die Art nach dem britischen Militär und Ornithologen Boyd Alexander (1873–1910), der als Forscher in Westafrika unterwegs war.
Innerhalb der Art werden neben der Nominatform keine weiteren Unterarten unterschieden.

## Status, Bedrohung und Schutz
Das Alexander-Hörnchen wird von der International Union for Conservation of Nature and Natural Resources (IUCN) als nicht gefährdet („least concern“) eingestuft. Begründet wird dies mit dem großen Verbreitungsgebiet und den angenommen großen Beständen. Es kommt zudem in zahlreichen geschützten Gebieten vor und verzeichnet keine signifikanten Rückgänge. In Primärwaldgebieten des Verbreitungsgebietes ist die Art häufig bis regelmäßig anzutreffen, nach einem Einschlag gehen die Bestände rapide zurück. Zeitweise wurde eine Aufnahme in die Vorwarnliste gefährdeter Arten überlegt, da die verfügbaren Lebensräume durch Holzeinschläge und die Umwandlung in landwirtschaftliche Flächen rückgängig sind. Regional wird es entsprechend als gefährdet betrachtet.

## Belege
1. 1 2 3 4 5 6 7 8 9 10 11 12 13 14 15  Jonathan Kingdon: Paraxerus alexandri, Alexander's Bush Squirrel. In: Jonathan Kingdon, David Happold, Michael Hoffmann, Thomas Butynski, Meredith Happold und Jan Kalina (Hrsg.): Mammals of Africa Volume III. Rodents, Hares and Rabbits. Bloomsbury, London 2013, S. 74–75; ISBN 978-1-4081-2253-2.
2. ↑  Peter Grubb: Genus Paraxerus, Bush Squirrels. In: Jonathan Kingdon, David Happold, Michael Hoffmann, Thomas Butynski, Meredith Happold und Jan Kalina (Hrsg.): Mammals of Africa Volume III. Rodents, Hares and Rabbits. Bloomsbury, London 2013, S. 72–74; ISBN 978-1-4081-2253-2.
3. 1 2 3 4  Richard W. Thorington Jr., John L. Koprowski, Michael A. Steele: Squirrels of the World. Johns Hopkins University Press, Baltimore MD 2012; S. 233–234. ISBN 978-1-4214-0469-1
4. 1 2 3  Paraxerus alexandri in der Roten Liste gefährdeter Arten der IUCN 2015-4. Eingestellt von: P. Grubb, 2008. Abgerufen am 9. Februar 2016.
5. 1 2  Paraxerus alexandri. In: Don E. Wilson, DeeAnn M. Reeder (Hrsg.): Mammal Species of the World. A taxonomic and geographic Reference. 2 Bände. 3. Auflage. Johns Hopkins University Press, Baltimore MD 2005, ISBN 0-8018-8221-4.
6. ↑  Oldfield Thomas und Robert Charles Wroughton: New mammals from Lake Chad and the Congo, mostly from the collections made during the Alexander-Gosling Expedition. The Annals and magazine of natural history 7 (19), 1907, S. 370–387 ()
7. ↑  Bo Beolens, Michael Grayson, Michael Watkins: The Eponym Dictionary of Mammals. Johns Hopkins University Press, 2009; S. 7; ISBN 978-0-8018-9304-9.